# Franco Morbidelli
Franco Morbidelli (Roma, Italia, 4 de diciembre de 1994) es un piloto de motociclismo italiano-brasileño. Ha sido campeón del Campeonato Mundial de Motociclismo en la categoría de Moto2 en 2017 y subcampeón de MotoGP en 2020 con el equipo Petronas Yamaha. En 2025 compite en el Pertamina Enduro VR46 Racing Team con Fabio Di Giannantonio.
En 2013 se coronó campeón de Europa en Superstock 600 con una Kawasaki ZX-6R.

## Biografía
Hijo de Livio Morbidelli, expiloto de motociclismo, hizo su debut en el Campeonato de Europa de Superstock 600 en 2011, corriendo cuatro carreras a bordo de una Yamaha YZF-R6 del equipo Forward Racing Jr. En 2012 terminó en el sexto lugar y en 2013 se consagró campeón Europeo con una Kawasaki ZX-6R del equipo San Carlo Italia.

### Moto2
En 2013, debutó en el Campeonato del Mundo de Moto2 en el Gran Premio de San Marino, terminando vigésimo en su primer gran premio, además corrió los grandes premios de Japón y Valencia con una Suter MMX2 del equipo Gresini Racing.
En 2014 se convierte en piloto del equipo Italtrans Racing, que le confió una Kalex Moto2; su compañero de equipo fue Julián Simón. Su mejor resultado fue la quinta posición en el Gran Premio de Aragón. Terminó la temporada en el puesto 11.º con 75 puntos.
En el año 2015 se mantiene en el mismo equipo, con Mika Kallio como compañero de equipo. Consigue este año, su primer podio en el Campeonato Mundial en Indianápolis, quedando en tercer lugar. Esta temporada se ve obligado a perderse el Gran Premio de Gran Bretaña, San Marino, Aragón y Japón debido a la fractura de la tibia y el peroné de la pierna derecha sufridos en unos entrenamientos. Terminó la temporada en el 10.º lugar con 90 puntos.
En 2016 pasa al equipo Estrella Galicia 0,0 Marc VDS, junto a Álex Márquez. Morbidelli consigue tres terceros lugares (Países Bajos, Aragón, Japón) y tres segundos lugares (Austria, Gran Bretaña, Australia), ve escapar su primera victoria en el Campeonato del Mundo en Phillip Island, derrotado por solo 10 milésimas por Thomas Luthi. En las dos últimas carreras de la temporada en Malasia y Valencia, termina segundo y tercero respectivamente. Terminó la temporada en cuarto lugar con 213 puntos.

### MotoGP
En 2018 continuó con el equipo EG 0,0 Marc VDS, pero en esta temporada corriendo en MotoGP, su compañero de equipo fue el suizo Thomas Lüthi. En su primera temporada en la categoría anotó puntos en 13 de las 16 carreras en las que participó, su mejor resultado en la temporada fue el octavo puesto en el Gran Premio de Australia. Se perdió los grandes premios de los Países Bajos y Alemania debido a la fractura del tercer metacarpiano de su mano izquierda ocurrido en la práctica libre del Gran Premio de los Países Bajos.
En 2019 cambió de equipo y marca, fichó por el Petronas Yamaha SRT, utilizando una Yamaha YZR-M1, su compañero de equipo fue el francés Fabio Quartararo.
En la temporada 2020 quedó subcampeón, como se mencionó anteriormente y en 2021 se subió una vez al podio.

## Resultados

### Campeonato Mundial de Rally
| Año  | Equipo            | Auto           | 1   | 2   | 3   | 4   | 5   | 6   | 7      | Pos. | Pts. |
| ---- | ----------------- | -------------- | --- | --- | --- | --- | --- | --- | ------ | ---- | ---- |
| 2020 | Franco Morbidelli | Hyundai i20 R5 | MON | SWE | MEX | EST | TUR | ITA | MNZ 61 | NC   | 0    |

### Campeonato del Mundo de Motociclismo
Sistema de puntuación de 1993 hasta 2022:
| Posición | 1.º | 2.º | 3.º | 4.º | 5.º | 6.º | 7.º | 8.º | 9.º | 10.º | 11.º | 12.º | 13.º | 14.º | 15.º |
| Puntos   | 25  | 20  | 16  | 13  | 11  | 10  | 9   | 8   | 7   | 6    | 5    | 4    | 3    | 2    | 1    |

Sistema de puntuación desde 2023 en adelante:
| Posición       | 1.º | 2.º | 3.º | 4.º | 5.º | 6.º | 7.º | 8.º | 9.º | 10.º | 11.º | 12.º | 13.º | 14.º | 15.º |
| Puntos         | 25  | 20  | 16  | 13  | 11  | 10  | 9   | 8   | 7   | 6    | 5    | 4    | 3    | 2    | 1    |
| Carrera sprint | 12  | 9   | 7   | 6   | 5   | 4   | 3   | 2   | 1   |      |      |      |      |      |      |

#### Por categoría
| Cat.   | Temp.         | 1.er Gran Premio | 1.er Podio        | 1.ª Victoria    | Carreras | Victorias | Podios | Poles | V.Ráp. | Pts  | CM |
| ------ | ------------- | ---------------- | ----------------- | --------------- | -------- | --------- | ------ | ----- | ------ | ---- | -- |
| Moto2  | 2013-2017     | San Marino 2013  | Indianápolis 2015 | Catar 2017      | 71       | 8         | 21     | 6     | 13     | 686  | 1  |
| MotoGP | 2018-presente | Catar 2018       | Rep. Checa 2020   | San Marino 2020 | 114      | 3         | 6      | 2     | 1      | 597  | -  |
| Total  | 2013–Presente | 2013–Presente    | 2013–Presente     | 2013–Presente   | 185      | 11        | 27     | 8     | 14     | 1283 | 1  |

#### Por temporada
| Temp. | Cat.   | Moto   | Equipo                            | N.º   | Carreras | Victorias | Podios | Poles | V.Ráp. | Pts. | Pos. |
| ----- | ------ | ------ | --------------------------------- | ----- | -------- | --------- | ------ | ----- | ------ | ---- | ---- |
| 2013  | Moto2  | Suter  | Thai Honda PTT Gresini Moto2      | 94    | 3        | 0         | 0      | 0     | 0      | 0    | NC   |
| 2014  | Moto2  | Kalex  | Italtrans Racing Team             | 21    | 18       | 0         | 0      | 0     | 0      | 75   | 11.º |
| 2015  | Moto2  | Kalex  | Italtrans Racing Team             | 21    | 14       | 0         | 1      | 0     | 2      | 90   | 10.º |
| 2016  | Moto2  | Kalex  | EG 0,0 Marc VDS                   | 21    | 18       | 0         | 8      | 0     | 3      | 213  | 4.º  |
| 2017  | Moto2  | Kalex  | EG 0,0 Marc VDS                   | 21    | 18       | 8         | 12     | 6     | 8      | 308  | 1.º  |
| 2018  | MotoGP | Honda  | EG 0,0 Marc VDS                   | 21    | 16       | 0         | 0      | 0     | 0      | 50   | 15.º |
| 2019  | MotoGP | Yamaha | Petronas Yamaha SRT               | 21    | 19       | 0         | 0      | 0     | 0      | 115  | 10.º |
| 2020  | MotoGP | Yamaha | Petronas Yamaha SRT               | 21    | 14       | 3         | 5      | 2     | 1      | 158  | 2.º  |
| 2021  | MotoGP | Yamaha | Petronas Yamaha SRT               | 21    | 13       | 0         | 1      | 0     | 0      | 47   | 17.º |
| 2021  | MotoGP | Yamaha | Monster Energy Yamaha MotoGP      | 21    | 13       | 0         | 0      | 0     | 0      | 47   | 17.º |
| 2022  | MotoGP | Yamaha | Monster Energy Yamaha MotoGP      | 21    | 20       | 0         | 0      | 0     | 0      | 42   | 19.º |
| 2023  | MotoGP | Yamaha | Monster Energy Yamaha MotoGP      | 21    | 20       | 0         | 0      | 0     | 0      | 102  | 13.º |
| 2024  | MotoGP | Ducati | Prima Pramac Racing               | 21    | 20       | 0         | 0      | 0     | 0      | 173  | 9.º  |
| 2025  | MotoGP | Ducati | Pertamina Enduro VR46 Racing Team | 21    |          |           |        |       |        | *    | *    |
| Total | Total  | Total  | Total                             | Total | 193      | 11        | 27     | 8     | 14     | 1273 |      |

- * Temporada en curso.

#### Carreras por año
| Año  | Cat.   | Moto   | 1        | 2        | 3         | 4        | 5        | 6         | 7        | 8       | 9        | 10        | 11         | 12       | 13       | 14       | 15       | 16      | 17       | 18       | 19       | 20      | 21  | 22  | Pos. | Pts. |
| ---- | ------ | ------ | -------- | -------- | --------- | -------- | -------- | --------- | -------- | ------- | -------- | --------- | ---------- | -------- | -------- | -------- | -------- | ------- | -------- | -------- | -------- | ------- | --- | --- | ---- | ---- |
| 2013 | Moto2  | Suter  | QAT      | AME      | SPA       | FRA      | ITA      | CAT       | NED      | GER     | IND      | CZE       | GBR        | RSM 20   | ARA      | MAL      | AUS      | JPN 18  | VAL 17   |          |          |         |     |     | NC   | 0    |
| 2014 | Moto2  | Kalex  | QAT 25   | AME 17   | ARG 13    | SPA 20   | FRA 10   | ITA 10    | CAT 21   | NED 24  | GER 6    | IND Ret   | CZE 8      | GBR 6    | RSM 7    | ARA 5    | JPN 7    | AUS 13  | MAL Ret  | VAL 21   |          |         |     |     | 11.º | 75   |
| 2015 | Moto2  | Kalex  | QAT 5    | AME 5    | ARG 5     | SPA 6    | FRA 5    | ITA Ret   | CAT 8    | NED 19  | GER Ret  | IND 3     | CZE 10     | GBR INJ  | RSM INJ  | ARA INJ  | JPN INJ  | AUS 11  | MAL 15   | VAL Ret  |          |         |     |     | 10.º | 90   |
| 2016 | Moto2  | Kalex  | QAT 7    | ARG 25   | AME 14    | SPA 4    | FRA 4    | ITA 8     | CAT 11   | NED 3   | GER Ret  | AUT 2     | CZE 8      | GBR 2    | RSM 5    | ARA 3    | JPN 3    | AUS 2   | MAL 2    | VAL 3    |          |         |     |     | 4.º  | 213  |
| 2017 | Moto2  | Kalex  | QAT 1    | ARG 1    | AME 1     | SPA Ret  | FRA 1    | ITA 4     | CAT 5    | NED 1   | GER 1    | CZE 8     | AUT 1      | GBR 3    | RSM Ret  | ARA 1    | JPN 8    | AUS 3   | MAL 3    | VAL 2    |          |         |     |     | 1.º  | 308  |
| 2018 | MotoGP | Honda  | QAT 12   | ARG 14   | AME 21    | SPA 9    | FRA 13   | ITA 15    | CAT 14   | NED INJ | GER INJ  | CZE 13    | AUT 19     | GBR C    | RSM 12   | ARA 11   | THA 14   | JPN 11  | AUS 8    | MAL 12   | VAL Ret  |         |     |     | 15.º | 50   |
| 2019 | MotoGP | Yamaha | QAT 11   | ARG Ret  | AME 5     | SPA 7    | FRA 7    | ITA Ret   | CAT Ret  | NED 5   | GER 9    | CZE Ret   | AUT 10     | GBR 5    | RSM 5    | ARA Ret  | THA 6    | JPN 6   | AUS 11   | MAL 6    | VAL Ret  |         |     |     | 10.º | 115  |
| 2020 | MotoGP | Yamaha | QAT C    | SPA 5    | AND Ret   | CZE 2    | AUT Ret  | EST 15    | RSM 1    | ERM 9   | CAT 4    | FRA Ret   | ARA 6      | TER 1    | EUR 11   | VAL 1    | POR 3    |         |          |          |          |         |     |     | 2.º  | 158  |
| 2021 | MotoGP | Yamaha | QAT 18   | DOH 12   | POR 4     | SPA 3    | FRA 16   | ITA 16    | CAT 9    | GER 18  | NED INJ  | EST INJ   | AUT INJ    | GBR INJ  | ARA INJ  | RSM 18   | AME 19   | ERM 14  | ALG 17   | VAL 11   |          |         |     |     | 17.º | 47   |
| 2022 | MotoGP | Yamaha | QAT 11   | INA 7    | ARG Ret   | AME 16   | POR 13   | SPA 15    | FRA 15   | ITA 17  | CAT 13   | GER 13    | NED Ret    | GBR 15   | AUT Ret  | RSM Ret  | ARA 17   | JPN 14  | THA 13   | AUS Ret  | MAL 11   | VAL 10  |     |     | 19.º | 42   |
| 2023 | MotoGP | Yamaha | POR 14   | ARG 4    | AME 814   | SPA 1116 | FRA 1013 | ITA 1016  | GER 1215 | NED 915 | GBR 1415 | AUT 119   | CAT 1415   | RSM 1518 | IND 715  | JPN 1716 | INA 1415 | AUS 17C | THA 1115 | MAL 711  | QAT 1615 | VAL 718 |     |     | 13.º | 102  |
| 2024 | MotoGP | Ducati | QAT 1820 | POR 1816 | AME Ret10 | SPA Ret4 | FRA 712  | CAT Ret11 | ITA 64   | NED 9   | GER 5    | GBR 10Ret | AUT 86     | ARA 6Ret | RSM Ret3 | ERM 59   | INA 45   | JPN 5   | AUS 65   | THA Ret6 | MAL 146  | SLD 86  |     |     | 9.º  | 173  |
| 2025 | MotoGP | Ducati | THA 45   | ARG 37   | AME 45    | QAT 3    | SPA Ret4 | FRA 15    | GBR 411  | ARA 54  | ITA 67   | NED 78    | GER DNSRet | CZE INJ  | AUT 1114 | HUN      | CAT      | RSM     | JPN      | INA      | AUS      | MAL     | POR | VAL | 5.º  | 144  |

| Color     | Resultado                                                               |
| --------- | ----------------------------------------------------------------------- |
| Oro       | Ganador                                                                 |
| Plata     | 2.ª plaza                                                               |
| Bronce    | 3.ª plaza                                                               |
| Verde     | Finalizó en los puntos                                                  |
| Azul      | Finalizó sin puntos                                                     |
| Azul      | NC - No clasificado                                                     |
| Violeta   | Ret - No terminó (Carrera)                                              |
| Rojo      | DNQ - No se clasificó                                                   |
| Negro     | DSQ - Descalificado                                                     |
| Blanco    | DNS - No empezó (carrera)                                               |
| Blanco    | WD - Retirado (fin de semana)                                           |
| Blanco    | C - Carrera cancelada                                                   |
| Sin color | DNP - Inscrito pero no participó                                        |
| Sin color | INJ - Lesionado                                                         |
| Sin color | EX - Excluido                                                           |
| Estado    | Resultado                                                               |
| Negrita   | Pole position                                                           |
| Cursiva   | Vuelta rápida                                                           |
| x         | Posición en carrera sprint                                              |
| †         | Abandona, pero clasifica al completar el porcentaje requerido para ello |

## Títulos
| Predecesor: Johann Zarco | Campeón Mundial de Moto2 2017 | Sucesor: Francesco Bagnaia |